# Kleinia petraea
Kleinia petraea és una espècie del gènere Kleinia i que pertany a la família de les asteràcies (Asteraceae) que va ser considerat abans com una espècie de Senecio.